# Ан-Остен
Ан-Остен (кирг. Аң-Өстөн) — село в Джети-Огузском районе Иссык-Кульской области Кыргызстана. Входит в состав Ак-Дебенского аильного округа. Код СОАТЕ — 41702 210 805 03 0.

## Население
По данным переписи 2009 года, в селе проживало 1293 человек.